# Charles Cerny
Karel Černý, častěji Charles Cerny (12. srpna 1892 Praha – 1965 Paříž) byl malíř českého původu žijící ve Francii.

## Život

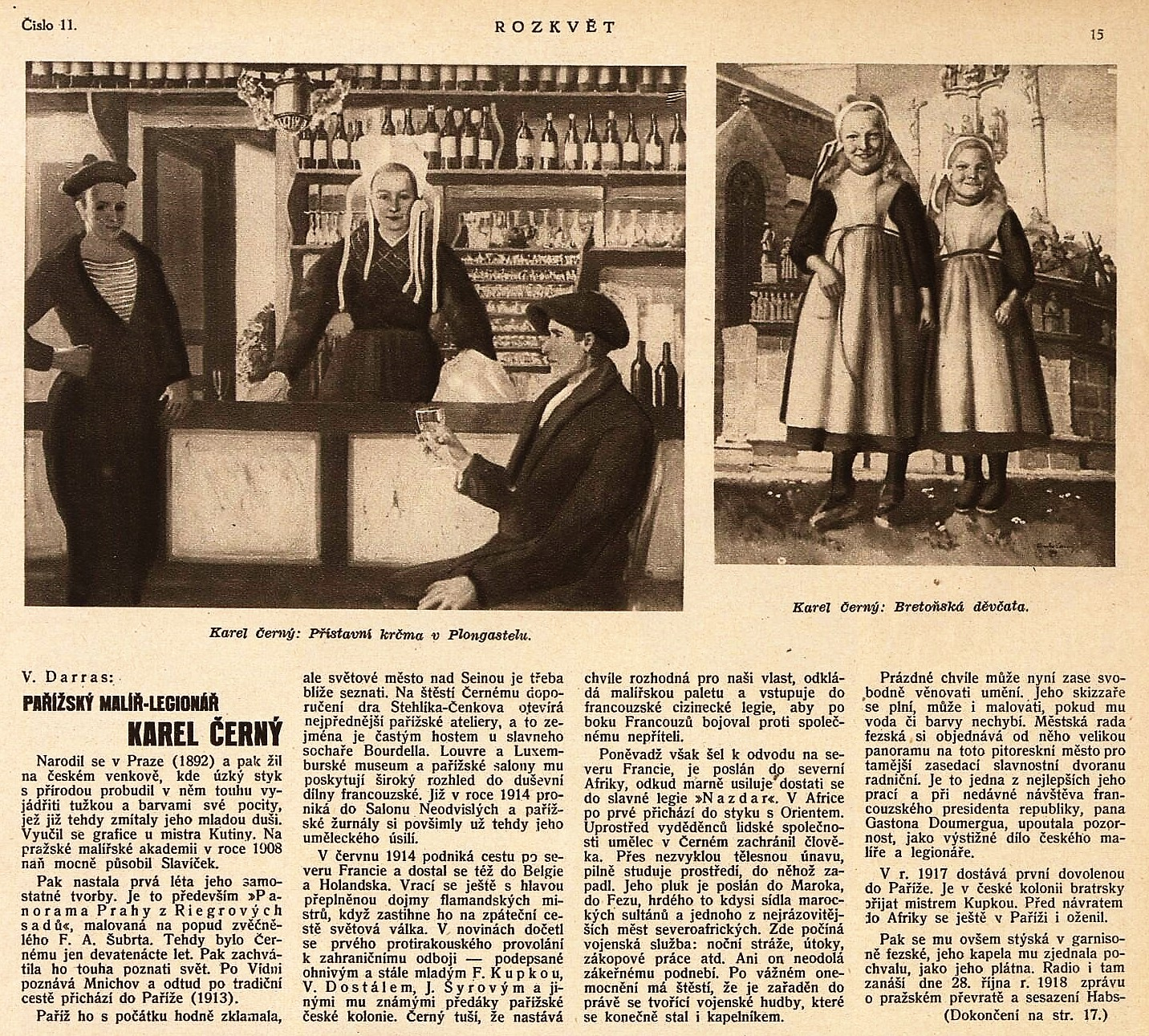
V. Darras, článek o Karlu Černém, 1931

### Mládí a studia
Narodil se matce Anně Fialové (1871–??). Následující rok, po svatbě matky s továrním skladníkem Antonínem Černým (1866–??), ho otec legitimizoval. Karel Černý byl jejich jediný syn. Manželství rodičů bylo později rozvedeno.
Jeho učiteli malířství byli malíř a grafik Baltazar Kašpar Kutina (1853–1923) a malíř Jaroslav Šetelík (1881–1955). Vyučil se u grafické firmy Husník a Häusler. Na podnět Františka Adolfa Šuberta a Františka Xavera Harlase se věnoval i studiu malířství. Jeho prvním významným dílem, které vytvořil v devatenácti letech a upoutal jím pozornost byl obraz Panoráma Prahy z Riegrových sadů.
V roce 1911 odešel do Vídně. Zde studoval u malíře akvarelů Fritze von Lach (1868–1933), dále studoval v Mnichově a od roku 1913 žil v Paříži. V roce 1914 zde vystavil své první dílo na Salonu nezávislých (Salon des indépendants) a již toto první veřejné vystoupení vzbudilo pozornost. Těsně před vypuknutím války cestoval po Francii, Belgii a Holandsku.

### V cizinecké legii
Po vypuknutí první světové války se přihlásil jako dobrovolník do francouzské armády, ale místo proti Němcům byl proti své vůli odeslán do Afriky a nasazen v cizinecké legii v Alžírsku a Maroku. (Český tisk si povšiml v červenci 1915 jeho přítomnosti v Maroku, kterou interpretoval jako osud nedobrovolného občanského zajatce přemístěného do Afriky, od května 1915 údajně nezvěstného. To je ale v rozporu s malířovými osobními vzpomínkami, podle kterých odcestoval do Afriky již jako voják.) Během dovolenky v roce 1916 se oženil s Marií (Mado) Bassinghi.
Po onemocnění úplavicí byl zařazen do vojenské kapely a na konci války se stal jejím kapelníkem; pod jeho řízením hrála tato kapela 29. října 1918 ve Fezu českou a slovenskou hymnu a píseň Hej Slované. Jeho obraz Panorama Fezu zakoupila místní městská rada pro zasedací síň.

### Po první světové válce

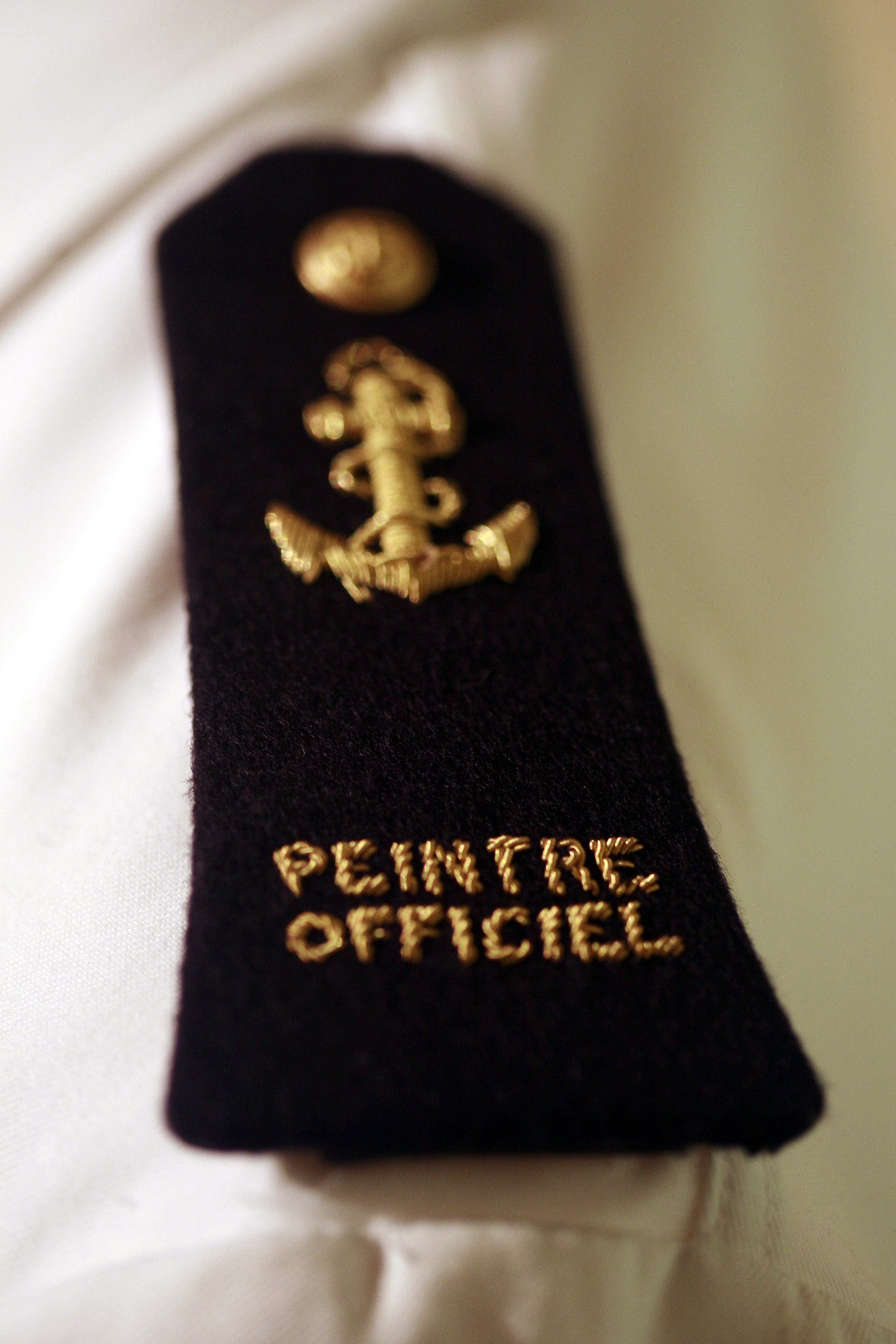
Nárameník oficiálního malíře námořnictva

Po skončení války pravidelně vystavoval svá díla v Salonu nezávislých a Salonu francouzských umělců.
Studoval na Julianově akademii (Académie de Julian) a na živobytí si vydělával různými povoláními (hudebník, rytec, překladatel).
V roce 1952 byl oceněn titulem oficiální malíř námořnictva (peintre officiel de la Marine).

## Dílo
Dílo Karla Černého bylo rozmanité v obsahu i formě. Mezi jeho náměty patřily zejména krajiny, žánrové obrazy, portréty, akty, plakáty a ilustrace. Tvořil různými technikami – olejem, akvarelem, temperou i kresbou. Inspirací mu byly námořní náměty a náměty z jeho cest (zejména z Maroka, Nizozemska a Itálie).

### Výstavy v Československu
- 1921 Topičův salon[11]
- 1932 Francouzský ústav Ernesta Denise, Praha[12]